# Pimpinella quercetorum
Pimpinella quercetorum är en flockblommig växtart som beskrevs av Jurij Nikolajevitj Voronov. Pimpinella quercetorum ingår i släktet bockrötter, och familjen flockblommiga växter. Inga underarter finns listade i Catalogue of Life.